# 위저드리
《위저드리》(Wizardry)는 본래 미국의 개발사 서테크가 제작한 일련의 롤플레잉 비디오 게임 시리즈이다. 1981년 애플 II로 발매된 《위저드리: 광왕의 시련장》을 시작으로 2001년 《위저드리 8》까지 본편 총 여덟 작품이 출시됐다. 초창기 《위저드리》 게임들은 《드래곤 퀘스트》와 《파이널 판타지》를 비롯한 콘솔 롤플레잉 게임에 지대한 영향을 끼쳤다.
원제작사 서테크의 파산 후 시리즈의 판권이 일본 회사로 넘어가 일본서 다양한 외전작들이 출시됐다.

## 게임

### 본편
- 《위저드리: 광왕의 시련장》 (1981)
- 《위저드리 II: 다이아몬드의 기사》 (1982)
- 《위저드리 III: 릴가민의 유산》 (1983)
- 《위저드리 IV: 워드나의 귀환》 (1987)
- 《위저드리 V: 대격동의 중심》 (1988)
- 《위저드리 VI: 우주 대장간의 파멸》 (1990)
- 《위저드리 VII: 검은 학자의 십자군》 (1992)
- 《위저드리 8》 (2001)